# Carl Wilhelm Sahrer von Sahr
Carl Wilhelm Sahrer von Sahr († 25. November 1803 in Grimma) war ein sächsischer Kreishauptmann und Rittergutsbesitzer.

## Leben
Er stammte aus dem sächsischen Adelsgeschlecht Sahrer von Sahr, war der Sohn von Carl August Sahrer von Sahr und wurde nach dem Tod des Vaters 1779 Besitzer des Rittergutes Königsfeld. Ab 1791 war er Inspektor der Fürstenschule Grimma und zuvor Amtshauptmann in Grimma.
Sahrer von Sahr wurde 1803 Kreishauptmann des Leipziger Kreises.